# Отрицание Холокоста в Швейцарии
Отрицание Холокоста в Швейцарии — преуменьшение либо отрицание сущности Холокоста в том виде, в котором его описывает общепринятая историография.
В своих аргументах негационисты отрицают или преуменьшают три определяющих аспекта Холокоста: убийство шести миллионов евреев; систематический способ уничтожения, включая использование газовых камер; намерение нацистов уничтожить евреев.
Отрицание Холокоста началось в Швейцарии почти сразу после окончания Второй мировой войны. Несмотря на свою малочисленность швейцарские отрицатели играли важную роль «почтового ящика» для германских и французских отрицателей, где такая деятельность была под запретом. С 1995 года после принятия «Закона о борьбе с расизмом» швейцарские власти начали активное уголовное преследование отрицателей.

## До 1995 года
Одним из первых послевоенных отрицателей Холокоста был житель Лозанны Гастон-Арман Амодрю. В 1946 году он основал франкоязычный ежемесячный бюллетень «Курьер континента» (фр. Le Courrier du continent) с целью распространения материалов правого толка и отрицания Холокоста по всей Европе. Уже в 1949 году Амодрю отрицал факт Холокоста в своей книге «Убу линчеватель на Нюрнбергском процессе» (фр. Ubu justicier au procès de Nuremberg) и утверждал, что союзники сфабриковали документы, чтобы подтвердить выдвинутые ими обвинения, а сам трибунал — суд победителей над побеждёнными. Также в 1948 году в Швейцарии была переведена на немецкий язык и издана книга французского ревизиониста Мориса Бардеша «Нюрнберг или Земля обетованная» (фр. Nuremberg ou la Terre promise). Её перевёл швейцарский неофашист Ханс Олер (1888—1967), а опубликовало в 1949 году цюрихское издательство Kommissionsverlag.
В начале 1980-х годов бывший член Федерально-демократического союза Макс Валь (фр. Max Wahl) сделал из газеты Eidgenoss антисемитское и ревизионистское издание с тиражом 10 тысяч экземпляров к 1985 году. В середине 1980-х швейцарские отрицатели стремились привлечь к своим идеям внимание широкой общественности. В начале 1990-х годов к ним примкнули четверо бывших преподавателей: Андрес Штудер, Бернхард Шауб, Артур Фогт, Юрген Граф и бизнесмен Эрнст Дюнненбергер. Шауб и Граф были уволены с преподавательской работы в связи со своей активной пропагандой антисемитизма и отрицания Холокоста в 1992—1993 году.
Артур Фогт, бывший член швейцарской праворадикальной организации «Национальное действие», впервые публично отверг реальность Холокоста в 1988 году на страницах экстремистского издания Sieg. В 1991 году он выступил с лекцией «Холокост — легенда или реальность?» на конференции под Нюрнбергом, где заявил, что «историческая ложь» о Холокосте стала инструментом политического и финансового давления, от которого якобы выиграли Израиль и международный сионизм. За свои высказывания Фогт был оштрафован судом Нюрнберга на 4800 немецких марок за оскорбление памяти погибших.
Андрес Штудер, бывший учитель и кандидат в Национальный совет Швейцарии от леволиберальной партии кантона Цюрих в 1970-х годах, позднее стал активным участником антисемитской пропаганды в Австрии. В 1992 году он распространял листовки во время судебного процесса над неонацистом Фрицем Ребхандлем, в которых называл Освенцим «ложью века». Несмотря на отказ Штудера признавать себя сочувствующим нацизму, Высший земельный суд Цюриха постановил, что отрицание преступлений национал-социализма свидетельствует о солидарности с ними.
Эрнст Дюнненбергер занимался распространением собственноручно изготовленных материалов, включая антисемитские листовки и брошюры. В своей агитации он регулярно ссылался на Протоколы сионских мудрецов — известную фальшивку начала XX века.
Бернхард Шауб, преподаватель антропософской школы в городе Брюгге, стал известен как сторонник немецкой националистической историографии. В своей книге «Орёл и роза: сущность и судьба немецкоязычной Центральной Европы» он интерпретирует историю региона в духе германского национализма. Шауб утверждает, что национал-социализм якобы был инициирован западными тайными обществами и получил впоследствии «псевдонемецкую» окраску. Он поставил под сомнение существование лагерей смерти в нацистской Германии.
Юрген Граф, преподаватель из Базеля стал активным участником отрицания Холокоста. Он получил широкую известность в праворадикальных кругах как автор ряда ревизионистских книг и сайта на платформе «Гражданский форум Европа», связанной с австрийской правоэкстремистской организацией «Гражданская защита Австрия». Немецкие учёные Томас Грумке и Бернд Вагнер считают, что Граф был одной из центральных фигур международного движения отрицателей Холокоста. Издателем книг Графа стал Герхард Фёрстер, бывший солдат вермахта, получивший швейцарское гражданство в 1981 году.
Ахмед Хубер бывший журналист и член Социалистической партии, позднее примкнувший к исламскому фундаментализму финансировал деятельность швейцарских отрицателей. В 2001 году он был одним из главных организаторов несостоявшейся международной конференции отрицателей в Бейруте. Он был включен в список террористов, утвержденный Советом Безопасности ООН, находился под санкциями США и Евросоюза.

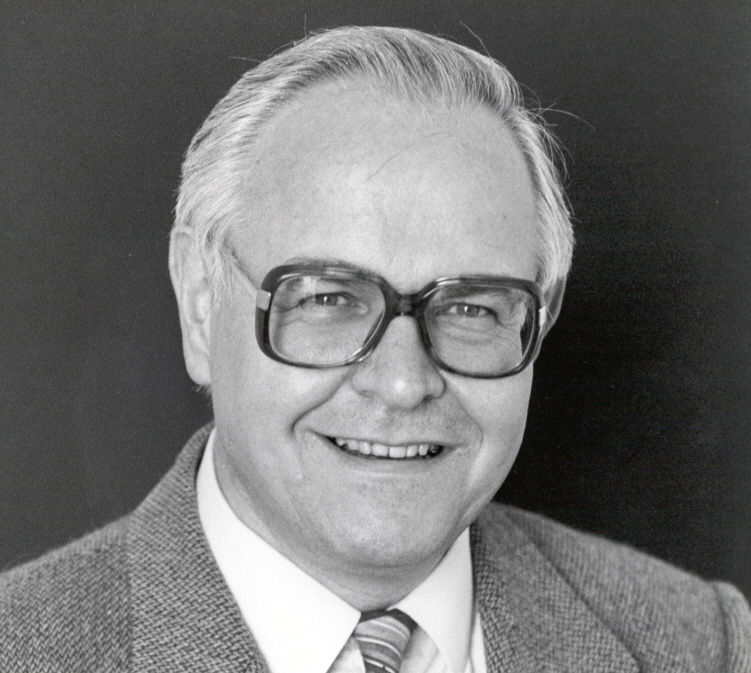
Ахмед Хубер

Численность известных отрицателей в Швейцарии составляла около 10-12 человек, это была политически абсолютно маргинальная группа. Однако, с помощью швейцарских издателей отрицатели из Германии, Франции и других стран, где отрицание Холокоста было под запретом, распространяли свои публикации. Фактически Швейцария служила иностранным отрицателям «почтовым ящиком» — здесь располагались издательства и компании, занимающиеся продажей книг по почте.
В Швейцарии отрицатели Холокоста имели свободу высказываний. Единственная возможность запретить такие высказывания была в том случае, если они касались отдельных лиц — тогда был возможен судебный иск за оскорбление или клевету. Закон о борьбе с расизмом, включающий запрет отрицания Холокоста, был принят в Швейцарии только в 1994 году и вступил в силу 1 января 1995 года.

### Дело Пашу
Исключением из общей безнаказанности отрицателей стало так называемое «дело Пашу». Мариэтта Пашу, преподаватель и военнослужащая из Лозанны, в январе 1986 года опубликовала в журнале Le Pamphlet хвалебную статью о диссертации французского ревизиониста Анри Рока, отрицавшего существование газовых камер в концлагерях нацистской Германии. 30 июля 1986 года она присутствовала на пресс-конференции Рока в Париже и после возвращения в очередной раз написала в Le Pamphlet, что у Рока есть «серьёзный, объективный и замечательный вклад в поиск истины» в рамках исследования Холокоста. Эта история вызывала массовое возмущение во франкоязычной Швейцарии. В 1987 году Государственный Совет кантона Во отстранил Мариетту Пашу от преподавания, а её апелляция была отклонена Федеральным судом в декабре того же года.

### Агитация против Закона о борьбе с расизмом
С начала обсуждения в Швейцарии антирасистского уголовного закона местные отрицатели Холокоста активно выступали против его принятия. Лидером этого движения был Гастон-Арман Амодрю. Весной 1994 года, незадолго до референдума по новому закону, Шауб, Штудер, Граф и Фогт создали «Рабочую группу по детабуизации современной истории», позднее переименованную в «Рабочую группу по исследованию современной истории» (AEZ). AEZ активно участвовала в агитации, распространяя литературу, отрицающую Холокост. Им помогала группа «Авалон», связанной с Роджером Вютрихом и Ахмедом Хубером. Также на их стороне выступили уроженцы Болгарии Юрий Шмидт и Петер Хаджидимитров. Они распространяли в Швейцарии видеозапись выступления французского отрицателя Робера Фориссона в Берне.
Швейцарский писатель и журналист Беньямин фон Виль считает, что гиперактивность отрицателей в период обсуждения закона сыграла против них самих и подтолкнула его принятие на референдуме 54 % голосов. В дальнейшем такой массовой активности отрицатели уже не проявляли.

## После 1995 года
С принятием «Закона о борьбе с расизмом» швейцарские правоохранительные органы начали преследование отрицателей. Были возбуждены уголовные дела против Штудера, Графа, Фёрстера и Амодрю. Макс Валь прекратил публикацию журнала «Eidgenoss» в конце 1994 года. Двое молодых скинхедов из Невшателя были осуждены за публикацию в июле 1995 года в своём журнале «Mjölnir» фальшивого объявления («Стань пережившим Холокост!»), косвенно отрицавшего Холокост. В том же году Федеральный суд отклонил иск Мариетты Пашу о клевете, когда её назвали «коричневой Мариеттой», отказался предоставить ей «доказательства существования газовых камер» и отверг это требование как «абсурдное».
В июле 1998 года Юрген Граф был приговорён к штрафу в размере 8000 франков и 15 месяцам тюремного заключения, в апреле 2000 года приговор подтвердил Федеральный суд. Летом 2000 года против Графа было заведено ещё одно уголовное дело в связи с текстами, опубликованными на его сайте. Однако Граф уклонился от исполнения наказания уехал из страны и до окончания срока давности по уголовному делу в 2018 году жил в Москве.
10 апреля 2000 года швейцарский суд признал Амодрю виновным в отрицании существования газовых камер в немецких концлагерях. Он получил полгода тюрьмы и штраф. Впоследствии он отбыл несколько тюремных сроков за новые нарушения. Получили обвинительные приговоры за отрицание Холокоста также Шауб, Фёрстер и Рене-Луи Беркла. В 2017 году член ультраправой Швейцарской националистической партии неонацист Филипп Эглин был осуждён за размещение «Machwerk» статьи на партийном сайте, в которой дневник Анны Франк был назван «конструкцией лжи».
В дальнейшем на кантональном уровне также были внесены изменения в законодательство. Так в 2001 году кантон Женева предоставил возможность жертвам геноцида и антирасистским организациям подавать в суд на отрицателей Холокоста. Это произошло после того как на Федеральный суд постановил, что ни ассоциации, ни потомки выживших в Холокосте не могут быть сторонами в таком гражданском иске.
В январе 2009 года Конференция епископов Римско-католической церкви Швейцарии осудила высказывания с отрицанием масштабов Холокоста со стороны британского епископа-консерватора Ричарда Уильямсона, который был отлучён от церкви в 1988 году, а в 2009 году был помилован папой Бенедиктом XVI. Организация заявила, что католическая церковь «ни при каких обстоятельствах не может принять это отрицание Холокоста».
В 2015 году Европейский суд по правам человека постановил, что Швейцария нарушила право на свободу слова турецкого националиста Догу Перинчека, который публично отрицал геноцид армян и был осуждён за это швейцарским судом в 2007 году. Это породило дискуссии, в которых проводилась параллель между криминализацией геноцида армян и отрицания Холокоста.